# Пожар в Тверском НИИ войск воздушно-космической обороны
Пожар в Тверском НИИ войск воздушно-космической обороны — пожар в российском городе Тверь, произошедший 21 апреля 2022 года.

## Ход событий
ГУ МЧС 21 апреля в 11:08 получило сообщение о возгорании в здании на улице Афанасия Никитина. 
Возгорание произошло в одном из кабинетов на втором этаже административного корпуса. Огонь стремительно распространился по деревянным перекрытиям и охватил три верхних этажа из четырёх, пока пожарные спасали людей из здания. Из-за пожара в центре города наблюдалось задымление. На месте работали более 240 человек, свыше 60 единиц техники и вертолет МИ-8. В медучреждения госпитализировали 13 потерпевших. Еще трое обратились за помощью самостоятельно.
Пожарным удалось избежать распространения огня на соседние здания и жилые дома.

## Пострадавшие и погибшие
В результате пожара 22 человека погибли, 13 — получили травмы, ещё 4 — числятся пропавшими без вести. Всего в ходе тушения пожара были спасены 54 человека, 98 эвакуированы.

## Расследование
По предварительной информации, причиной пожара стал аварийный режим работы электросети.
К распространению огня на значительную площадь мог привести поздний вызов пожарных. Возгорание произошло около 09:30, а сообщение о нём поступило в МЧС спустя один час и 22 минуты.
Позже источник в правоохранительных органах сообщил, что к возгоранию привело короткое замыкание электронагревательного прибора в кабинете на втором этаже, когда в нём никого не было.

## Реакция
Тверичи носили цветы к стихийному мемориалу возле входа в НИИ, а через 40 дней там прошла панихида, в которой приняли участие родственники и коллеги погибших, неравнодушные жители. Вплоть до августа проезд по участку набережной возле сгоревшего здания НИИ был перекрыт – разбирались завалы и сносились остатки конструкций. Специалисты самоотверженно работали круглые сутки.
В конце июня 2022 года Игорь Руденя наградил медиков, спасавших жизни пострадавших на пепелище. К госнаградам представили и пожарных.
В 2023 году ещё двух спасателей наградил Владимир Путин.

## Видео
- Обзор происшедшего YouTube-каналом Новости сегодня
- Обзор происшедшего RuTube-каналом ЛенТВ24